# Robert Schultze
Robert Schultze (* 30. März 1828 in Magdeburg; † 13. Februar 1910 in München) war ein deutscher Landschaftsmaler der Düsseldorfer Schule.

## Leben

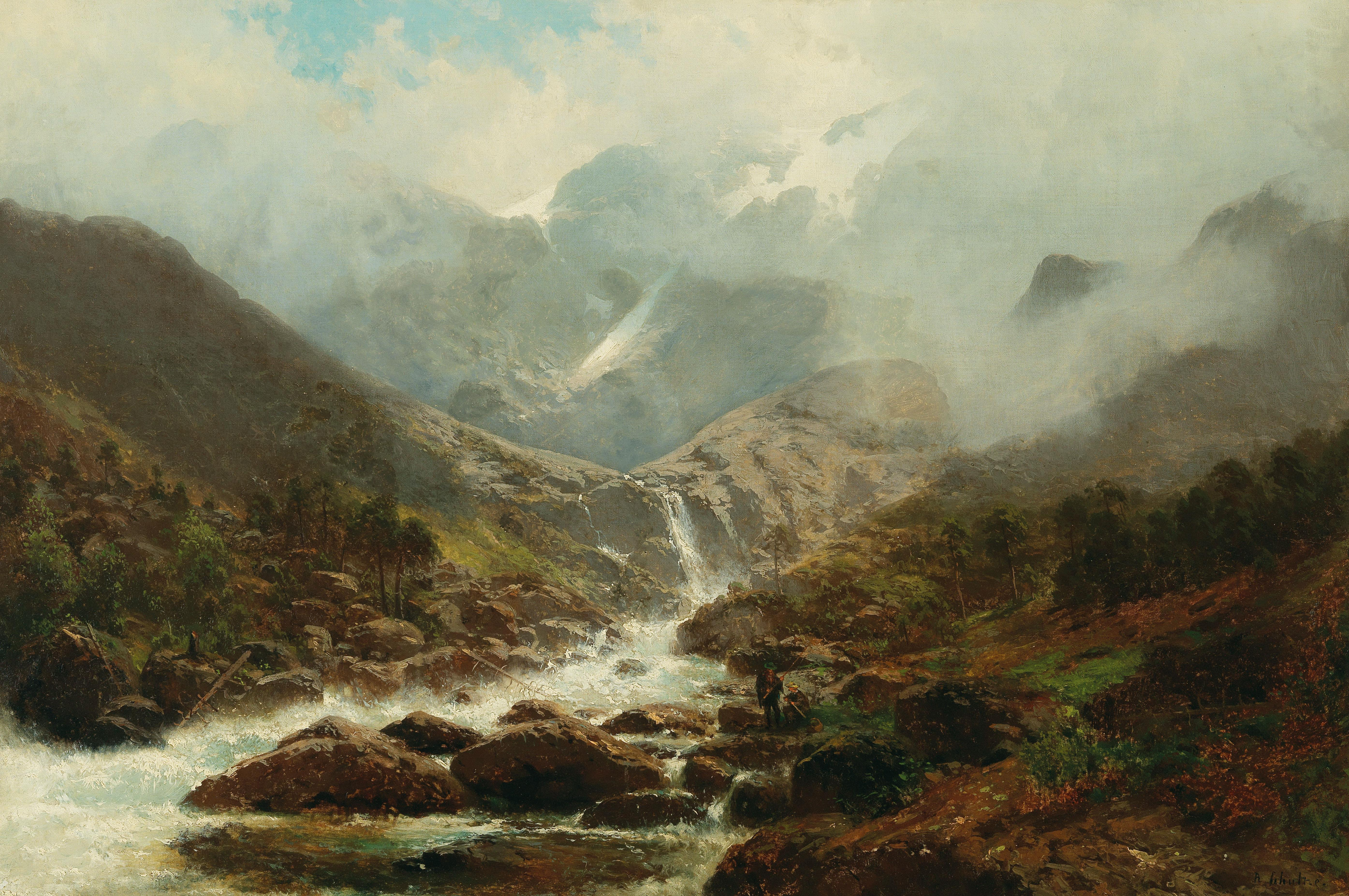
Tosender Gebirgsbach

Schultze besuchte ab 1845 die Kunstakademie Dresden, ab 1847 die Kunstakademie Düsseldorf. 1849/1850 gehörte er dort zu den Schülern des Landschaftsmalers Johann Wilhelm Schirmer. Außerdem wirkte er in dessen Privatatelier. 1856 wurde in Düsseldorf Schultzes Sohn Carl geboren, der ab 1871 ebenfalls die Düsseldorfer Akademie besuchte und ein Landschaftsmaler wurde. Schultze war Mitglied des Künstlervereins Malkasten. An dessen „Malkastenbühne“ engagierte er sich auch als Dramaturg bei der Aufführung „närrisch-geistreicher“ Stücke. Seine Motive, insbesondere Gebirgslandschaften, fand er ab 1852 auf Studienreisen in Süddeutschland, der Schweiz und Oberitalien. 1874 und 1875 besuchte er die Küsten Norwegens. 1875 zog er nach München, wo er 1910 starb.

## Werke (Auswahl)
- Berninapass
- Linththal mit dem Tödi im Kanton Glarus
- Engstelnsee im Berner Oberland, um 1876
- Wasserfall in Romsdalen (Norwegen)
- Sommerliche Chiemsee-Ansicht mit Booten